# Ałanap
Ałanap (ros. Аланап) – wieś w Rosji, w Kraju Chabarowskim, w rejonie wierchnieburieińskim. W 2010 liczyła 227 mieszkańców.